# TV 1901 Michelbach
Der Turnverein 1901 Michelbach kurz TVM ist ein Turnverein im Stadtteil Michelbach der unterfränkischen Stadt Alzenau.

## Geschichte
Der Verein wurde 1901 im Gasthaus Zum Hahnenkamm gegründet. Ab dem Jahre 1902 nahmen Turner aus Michelbach an den Gauturnveranstaltungen teil. Fünf Jahre später wurde die erste Vereinsfahne erstellt. 1966 wurde erstmals für de Mädchen eine Gruppe gegründet. 1973 kam dann die erste Frauengymnastikgruppe hinzu. Nachdem der Verein 1980 bayerischer Vize-Meister wurde, wurden sie 2006 Bayerische Meisterin in der Klasse B40.
Weitere Abteilungen sind Handball, Spielmannszug, Fitness & Gesundheit.
1912 wurde die Abteilung Spielmannszug ins Leben gerufen. Damit ist er der Älteste Spielmannszug Bayerns. Dieser wurde Deutscher Meister des DBV in den Jahren 2004, 2006 und 2010.
Eine Handballabteilung wurde 1928 gegründet, die 1946 Kreismeister wurden. Eine Frauen-Handballmannschaft existierte zwischen 1946 und 1948. 1971 wurde wieder eine Frauenmannschaft gegründet.

## Statistiken/Mitglieder
| Mitglieder TV 1901 Michelbach e.V.                | Mitglieder TV 1901 Michelbach e.V. | Mitglieder TV 1901 Michelbach e.V. | Mitglieder TV 1901 Michelbach e.V. | Mitglieder TV 1901 Michelbach e.V. |
| ------------------------------------------------- | ---------------------------------- | ---------------------------------- | ---------------------------------- | ---------------------------------- |
| Jahr                                              |                                    |                                    |                                    | Mitglieder                         |
| 1901                                              | 1901                               |                                    | 22                                 | 22                                 |
| 1905                                              | 1905                               |                                    | 50                                 | 50                                 |
| 1951                                              | 1951                               |                                    | 200                                | 200                                |
| 1975                                              | 1975                               |                                    | 500                                | 500                                |
| 1990                                              | 1990                               |                                    | 800                                | 800                                |
| 1997                                              | 1997                               |                                    | 1.000                              | 1.000                              |
| 2001                                              | 2001                               |                                    | 1.100                              | 1.100                              |
| 2008                                              | 2008                               |                                    | 1.039                              | 1.039                              |
| 2010                                              | 2010                               |                                    | 1.057                              | 1.057                              |
| 2012                                              | 2012                               |                                    | 1.054                              | 1.054                              |
| 2016                                              | 2016                               |                                    | 1.022                              | 1.022                              |
| 2018                                              | 2018                               |                                    | 1.084                              | 1.084                              |
| 2019                                              | 2019                               |                                    | 1.116                              | 1.116                              |
| 2020                                              | 2020                               |                                    | 1.100                              | 1.100                              |
| Datenquelle: TV 1901 Michelbach e.V., Stand: 2020 |                                    |                                    |                                    |                                    |

## Spielmannszug

### Spielleuteorchester
Träger der PRO MUSICA-Plakette

#### Gründung
Bereits die Protokollbücher der Gründerjahre berichten wiederholt von der Anschaffung von Trommeln und Pfeifen, doch erst das Protokoll vom 24. Februar 1906 erwähnt erstmals "Spielleute" im Vereinsgeschehen. Eine Woche zuvor, am 17. Februar 1906, haben sich per Unterschrift sieben Spielleute für den Verein regelrecht verpflichtet, denn falls sie im "Laufe des Jahres austreten, oder ihre Tätigkeit als Spielleute verlassen, so bringen sie eine Entschädigung von 5 Mark in die Vereinskasse".
Diese kleine Gruppe von Trommlern und Pfeifern diente zunächst vor allem dazu, beim alljährlichen An- und Abturnen den Turnern voranzuschreiten und für den richtigen Gleichschritt bei den Ausmärschen zu sorgen.
Die entscheidenden Impulse zur Gründung eines eigenen Spielmannszuges kommen in den Folgejahren von dem Turner Emil Huber. Während seiner Militärzeit, in der er als Trommler ausgebildet wurde, hat er Gefallen an der Spielmannsmusik gefunden. Nach seiner Rückkehr nach Michelbach beginnt er fleißig mit der bestehenden kleinen Gruppe Turnermusiker zu üben. In der Folgezeit wird der Kreis durch weitere junge Leute verstärkt und so kommt es im Jahr 1912 schließlich zur offiziellen Gründung des Spielmannszuges.
Somit ist der Spielmannszug des TV Michelbach heute der Älteste, Aktive in Bayern.
Zu dieser Zeit existieren zwar in vielen Turnvereinen Trommler und Pfeifer – sie begleiten jedoch lediglich die Auftritte der Turner musikalisch und können daher nicht als Spielmannszug im heutigen Sinne bezeichnet werden. Die eigentlichen Spielmannszüge haben ihre Ursprünge im preußischen Militär und so finden sich die ältesten und traditionsreichsten Vereine im Norden und Osten Deutschlands. Im Süden verbreiteten sie sich erst nach dem Ersten Weltkrieg.

##### Gründung des Seniorenspielmannszuges
1982 erfolgte die Gründung des Seniorenspielmannszuges.
Ziel ist es Erwachsenen, die Spaß an der traditionellen Spielmannsmusik haben, einmal im Monat die Möglichkeit zu geben sich zu treffen und zu musizieren.
Der Zug setzt sich zurzeit aus ehemaligen und älteren aktiven Spielleuten des Spielleuteorchesters zusammen.
2012 wurde der Seniorenspielmannszug um eine Fanfarengruppe erweitert.

#### Highlights
| Jahr | Ereignis | Ereignis | Ereignis |
| ---- | --- | --- | --- |
| 1906 | erster offizieller Vermerk dass Spielleute des Turnvereins tätig sind                                                                     | erster offizieller Vermerk dass Spielleute des Turnvereins tätig sind | erster offizieller Vermerk dass Spielleute des Turnvereins tätig sind |
| 1907 | erste Auftritte Michelbacher Spielleute bei Turnfesten                                                                                    | erste Auftritte Michelbacher Spielleute bei Turnfesten | erste Auftritte Michelbacher Spielleute bei Turnfesten |
| 1912 | Gründung des Spielmannszuges | Gründung des Spielmannszuges | Gründung des Spielmannszuges |
| 1949 | 1. öffentlicher Auftritt des Spielmannszuges nach dem Krieg                                                                               | 1. öffentlicher Auftritt des Spielmannszuges nach dem Krieg | 1. öffentlicher Auftritt des Spielmannszuges nach dem Krieg |
| 1977 | Aufnahme einer Fanfarengruppe | Aufnahme einer Fanfarengruppe | Aufnahme einer Fanfarengruppe |
| 1980 | Teilnahme beim Wettstreit um den Deutschlandpokal in Mannheim                                                                             | Teilnahme beim Wettstreit um den Deutschlandpokal in Mannheim | Teilnahme beim Wettstreit um den Deutschlandpokal in Mannheim |
| 1981 | 3. Platz bei den bayerischen Meisterschaften des LSW Bayern (Konzertklasse)                                                               | 3. Platz bei den bayerischen Meisterschaften des LSW Bayern (Konzertklasse) | 3. Platz bei den bayerischen Meisterschaften des LSW Bayern (Konzertklasse) |
| 1983 | 2. Platz bei den bayerischen Meisterschaften des LSW Bayern (Fanfarenklasse)                                                              | 2. Platz bei den bayerischen Meisterschaften des LSW Bayern (Fanfarenklasse) | 2. Platz bei den bayerischen Meisterschaften des LSW Bayern (Fanfarenklasse) |
| 1986 | 1. Platz in der Oberstufe beim Landesturnfest in Memmingen                                                                                | 1. Platz in der Oberstufe beim Landesturnfest in Memmingen | 1. Platz in der Oberstufe beim Landesturnfest in Memmingen |
| 1989 | Teilnahme am 1. Bundesmusikfest der BDMV in Trier                                                                                         | 1. Platz in der Konzertklasse und in der gemischten Klasse beim Landesturnfest in Bamberg                                                                                        | 1. Platz in der Konzertklasse und in der gemischten Klasse beim Landesturnfest in Bamberg                                                                                        |
| 1992 | Konzertreise USA und Kanada | Teilnahme an der Steubenparade in New York (USA) | Teilnahme an der Steubenparade in New York (USA) |
| 1993 | Teilnahme am 1. Europäischen Musikfest in Trier                                                                                           | Teilnahme am 1. Europäischen Musikfest in Trier | Teilnahme am 1. Europäischen Musikfest in Trier |
| 1995 | Teilnahme am 2. Bundesmusikfest der BDMV in Münster                                                                                       | Teilnahme am 2. Bundesmusikfest der BDMV in Münster | Teilnahme am 2. Bundesmusikfest der BDMV in Münster |
| 1997 | Bayerischer Vizemeister des LSW Bayern | 1. Musikshow "March & Music" anl. 85 Jahre SpFz TV 1901 Michelbach e.V. | 1. Musikshow "March & Music" anl. 85 Jahre SpFz TV 1901 Michelbach e.V. |
| 1998 | Deutscher Vizemeister, Goldmedaillengewinner und Meisterkorps des DBV                                                                     | Teilnahme am Münchner Oktoberfestzug | Teilnahme am Münchner Oktoberfestzug |
| 1999 | Bayerischer Meister des LSW Bayern | Teilnahme am Mainzer Rosenmontagszug | Teilnahme am Mainzer Rosenmontagszug |
| 2000 | mehrtägige Konzerte auf der Weltausstellung EXPO 2000 in Hannover                                                                         | mehrtägige Konzerte auf der Weltausstellung EXPO 2000 in Hannover | mehrtägige Konzerte auf der Weltausstellung EXPO 2000 in Hannover |
| 2001 | Bayerischer Vizemeister des LSW Bayern | Teilnahme am 3. Bundesmusikfest der BDMV in Friedrichshafen | Teilnahme am 3. Bundesmusikfest der BDMV in Friedrichshafen |
| 2003 | 2. Platz beim Internationalen Deutschlandpokal in Alsfeld (Spielmanns- u. Fanfarenzug-Klasse)                                             | 3. Platz beim Internationalen Deutschlandpokal in Alsfeld (Spielmannszugklasse)                                                                                                  | Teilnahme an der St. Nicolas Parade in Thaon-les-Vosges (Frankreich) |
| 2004 | Deutscher Meister, Goldmedaillengewinner und Meisterkorps des DBV                                                                         | Goldmedaillengewinner in der Spielmannszugklasse | Goldmedaillengewinner in der Spielmannszugklasse |
| 2005 | 1. Platz bei den Rheinland-Pfalz-Meisterschaften des LSW (Spielmannszugklasse)                                                            | 1. Platz bei den Rheinland-Pfalz-Meisterschaften des LSW (freie Klasse A) | Teilnahme am Münchner Oktoberfestzug |
| 2006 | Deutscher Meister Goldmedaillengewinner und Meisterkorps des DBV (Spielmannszugklasse)                                                    | Deutscher Vize-Meister des DBV (freie Klasse A) | Deutscher Vize-Meister des DBV (freie Klasse A) |
| 2007 | Teilnahme am 4. Bundesmusikfest der BDMV in Würzburg                                                                                      | Auftritt bei der Musiksendung des BR "Bayern, Burgen, Blasmusik" | 2. Musikshow "March & Music" anl. 95 Jahre SpFz TV 1901 Michelbach e.V. |
| 2008 | Teilnahme am großen Frankfurter Fastnachtszug                                                                                             | Teilnahme am internat. Musikfestival in Kristianstad (Schweden) | Teilnahme am internat. Musikfestival in Kristianstad (Schweden) |
| 2009 | 1. Platz bei den bayerischen Meisterschaften des LSW Bayern (Spielmannszugsklasse)                                                        | zwei 2. Plätze bei den bayerischen Meisterschaften des LSW Bayern (Fanfaren & Hörnerzüge Klasse; Spielmanns- & Fanfarenzüge Klasse)                                              | Teilnahme am 19. Fest der Nationen in Hamburg |
| 2010 | Deutscher Meister Goldmedaillengewinner und Meisterkorps des DBV (freie Klasse A)                                                         | 2. Platz und Goldmedaillengewinner in der Klasse Brassband (Start war außer Konkurrenz)                                                                                          | 3. Platz und Goldmedaillengewinner in der Klasse Spielmannszug |
| 2011 | 2. Platz bei den bayerischen Meisterschaften des LSW Bayern (Spielmanns- & Fanfarenzüge offen)                                            | 2. Platz bei den bayerischen Meisterschaften des LSW Bayern (Spielmanns- & Fanfarenzüge offen)                                                                                   | 2. Platz bei den bayerischen Meisterschaften des LSW Bayern (Spielmanns- & Fanfarenzüge offen)                                                                                   |
| 2012 | Ausrichtung der offiziellen Verleihung der Zelter- und Pro-Musica-Plakette des Freistaates Bayern                                         | Ausrichtung der offiziellen Verleihung der Zelter- und Pro-Musica-Plakette des Freistaates Bayern                                                                                | Ausrichtung der offiziellen Verleihung der Zelter- und Pro-Musica-Plakette des Freistaates Bayern                                                                                |
| 2013 | Teilnahme am 5. Bundesmusikfest der BDMV in Chemnitz                                                                                      | Teilnahme am 5. Bundesmusikfest der BDMV in Chemnitz | Teilnahme am 5. Bundesmusikfest der BDMV in Chemnitz |
| 2015 | Kritikspiel mit der höchsten Wertung “Hervorragend” bei den bayerischen Meisterschaften des LSW Bayern (Spielmanns- & Fanfarenzüge offen) | 1. Platz beim Wertungsspiel des bayerischen Orchesterwettbewerb im Studio1 des BR in München und damit Weiterleitung als bayerischer Vertreter zum Deutschen Orchesterwettbewerb | 1. Platz beim Wertungsspiel des bayerischen Orchesterwettbewerb im Studio1 des BR in München und damit Weiterleitung als bayerischer Vertreter zum Deutschen Orchesterwettbewerb |
| 2017 | Bayerischer Meister des LSW Bayern (Spielmanns- & Fanfarenzüge offen)                                                                     | Bayerischer Meister des LSW Bayern (Spielmanns- & Fanfarenzüge offen) | Bayerischer Meister des LSW Bayern (Spielmanns- & Fanfarenzüge offen) |
| 2019 | Deutscher Meister des BDMV (A6-Marching Bands & erweiterte Besetzung) im Rahmen des 6. Bundesmusikfest in Osnabrück                       | Gewinner Wanderpokals des Deutschen Turner-Bunds für den besten DTB-Verein | Bayerischer Meister des LSW Bayern (Spielmannszüge offen), 2. Platz (Spielmanns- & Fanfarenzüge offen)                                                                           |
| 2023 | Turnermusikfestsieger beim ersten Deutschen Turnermusikfest (A6-Marching Bands & erweiterte Besetzung)                                    | Turnermusikfestsieger beim ersten Deutschen Turnermusikfest (A6-Marching Bands & erweiterte Besetzung)                                                                           | Turnermusikfestsieger beim ersten Deutschen Turnermusikfest (A6-Marching Bands & erweiterte Besetzung)                                                                           |

#### Kleidung

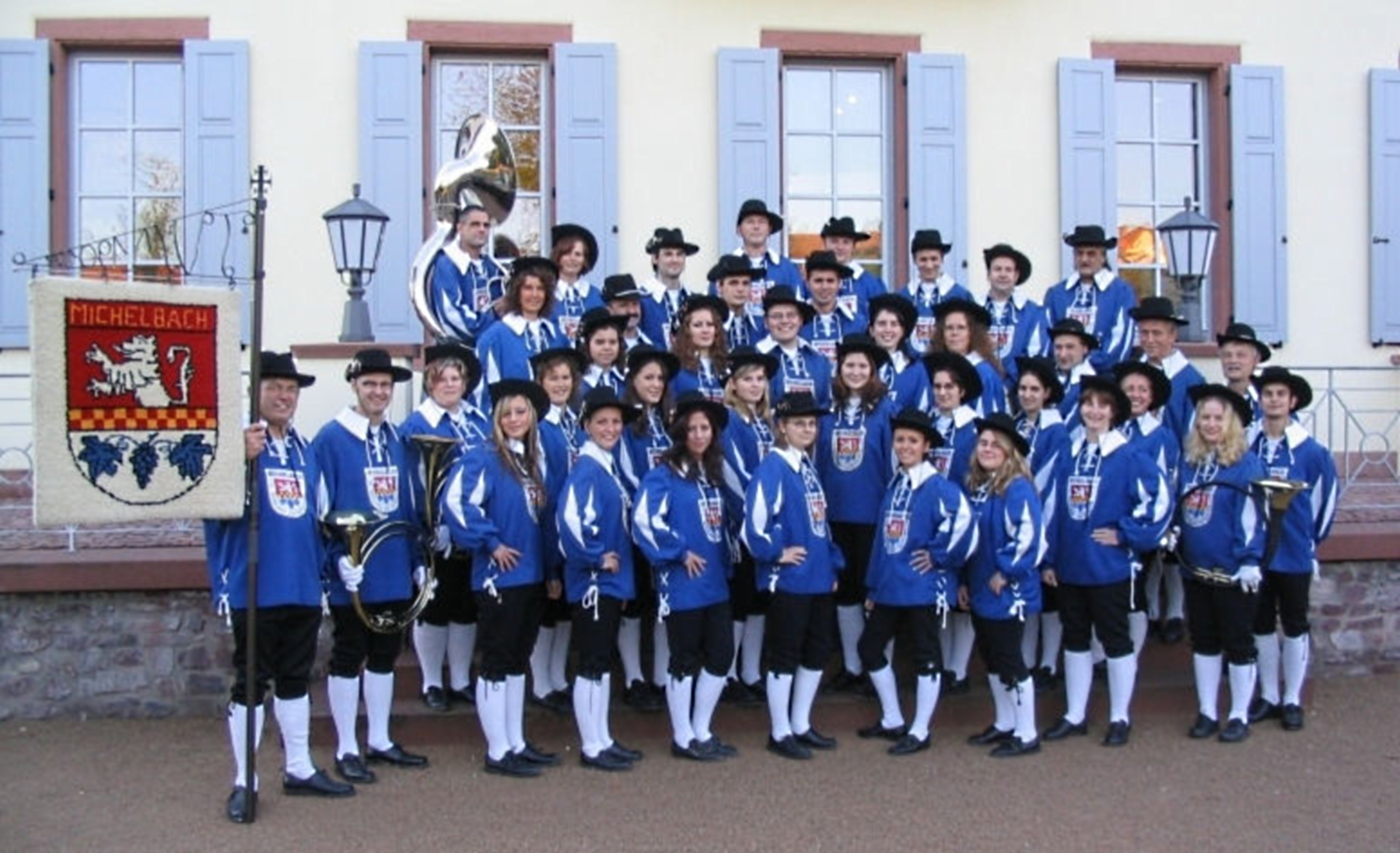
Spielmanns- und Fanfarenzug des TV 1901 Michelbach (2007)

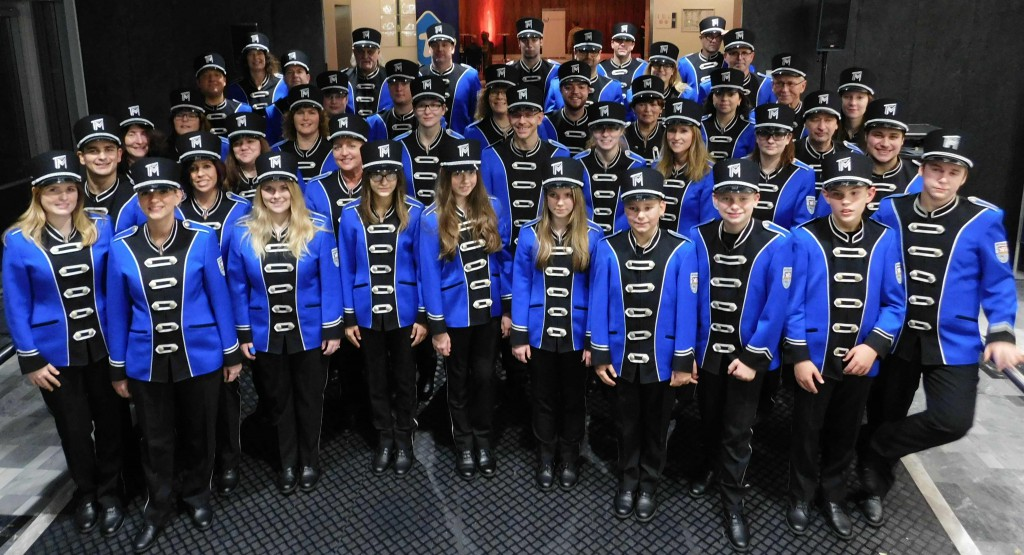
Spielleuteorchester des TV 1901 Michelbach (2015)

Als Turnerspielmannszug hatte man bis 1988 weiße Hemden/Blusen und weiße Hosen an.
Seit 1988 tritt man in einer der Landsknechtsuniform angelehnte Uniform auf.
Das Oberteil blau/weiß mit schwarzen knielangen Hosen und weißen Stümpfen mit Haferlschuhen.
Ab 2015 werden die Auftritte jetzt mit blau/schwarzer Jacke und schwarzer Hose bestritten.

#### Besetzung
1977 wurde der Spielmannszug um eine Fanfarengruppe erweitert
seit 2007
- Querflöten
  - Sopran Böhm
  - Sopran "Sandner"
  - Alt "Sandner"
  - Tenor "Sandner"
- Rhythmik
  - Marimbaphon
  - Metallophon
  - Parade-Doublesnare
  - Snare (kleine Trommel)
  - Tenor-Drum (Landsknechtstrommel)
  - Bass-Drum (Große Trommel, Pauke)
  - Cymbals (Marschbecken)
  - diverse Percussioninstrumente
  - Kesselpauken
- Fanfare in Es
- Sousaphon in Es
- Parforcehorn in Es/b
- Bassfanfare in Es